# U.S. Men's Clay Court Championships 2016
U.S. Men's Clay Court Championships 2016 — тенісний турнір, що проходив на ґрунтових кортах у місті Х'юстон, США з 4 квітня. Належав до категорії ATP World Tour 250.

## Фінальна частина

### Одиночний розряд
Хуан Монако —  Джек Сок 3–6, 6–3, 7–5

### Парний розряд
Боб Браян /  Майк Браян —  Віктор Естрелья Бургос /  Сантьяго Гонсалес 4–6, 6–3, [10–8]